# Paul DeWitt
Pour les articles homonymes, voir DeWitt.
Paul DeWitt est un athlète américain né en 1968. Spécialiste de l'ultra-trail, il a notamment remporté la Leadville Trail 100 en 2003 et 2004 ainsi que la Vermont 100 Mile Endurance Run en 2005.

## Résultats
| no  | masculin           | Course              | Longueur | Départ          | Temps            |
| --- | ------------------ | ------------------- | -------- | --------------- | ---------------- |
| 2e  | Médaille d'argent  | Leadville Trail 100 | 100 mi   | 17 août 2002    | 18 h 07 min 02 s |
| 1er | Médaille d'or      | Leadville Trail 100 | 100 mi   | 16 août 2003    | 17 h 58 min 45 s |
| 1er | Médaille d'or      | Leadville Trail 100 | 100 mi   | 21 août 2004    | 17 h 16 min 19 s |
| 2e  | Médaille d'argent  | Way Too Cool 50K    | 50 km    | 12 mars 2005    | 3 h 53 min 08 s  |
| 1er | Médaille d'or      | Vermont 100         | 100 mi   | 16 juillet 2005 | 16 h 14 min 22 s |
| 3e  | Médaille de bronze | Way Too Cool 50K    | 50 km    | 11 mars 2006    | 3 h 46 min 14 s  |